# Jean Pillot
Jean Pillot  (lateinisch Joannes Pilotus; * 1515 in Bar-le-Duc; † 1592 in Phalsbourg) war ein französischer Romanist und Grammatiker.

## Leben und Werk
Jean Pillot ist vor allem bekannt für seine 1550 erschienene lateinisch geschriebene Grammatik des Französischen, die er für den 1543 geborenen Georg Johann I. (Pfalz-Veldenz) verfasste. Sie erlebte bis 1641 zwanzig Auflagen und wurde 2003 mit französischer Übersetzung neu herausgegeben.

## Werke
- Gallicae linguae institutio latino sermone conscripta, Paris 1550 (Digitalisat); Genf 1972
  - Institution de la langue française (Gallicae linguae institutio, 1561), hrsg. von Bernard Colombat, Paris 2003 (lateinisch und französisch)